# Национальный праздник

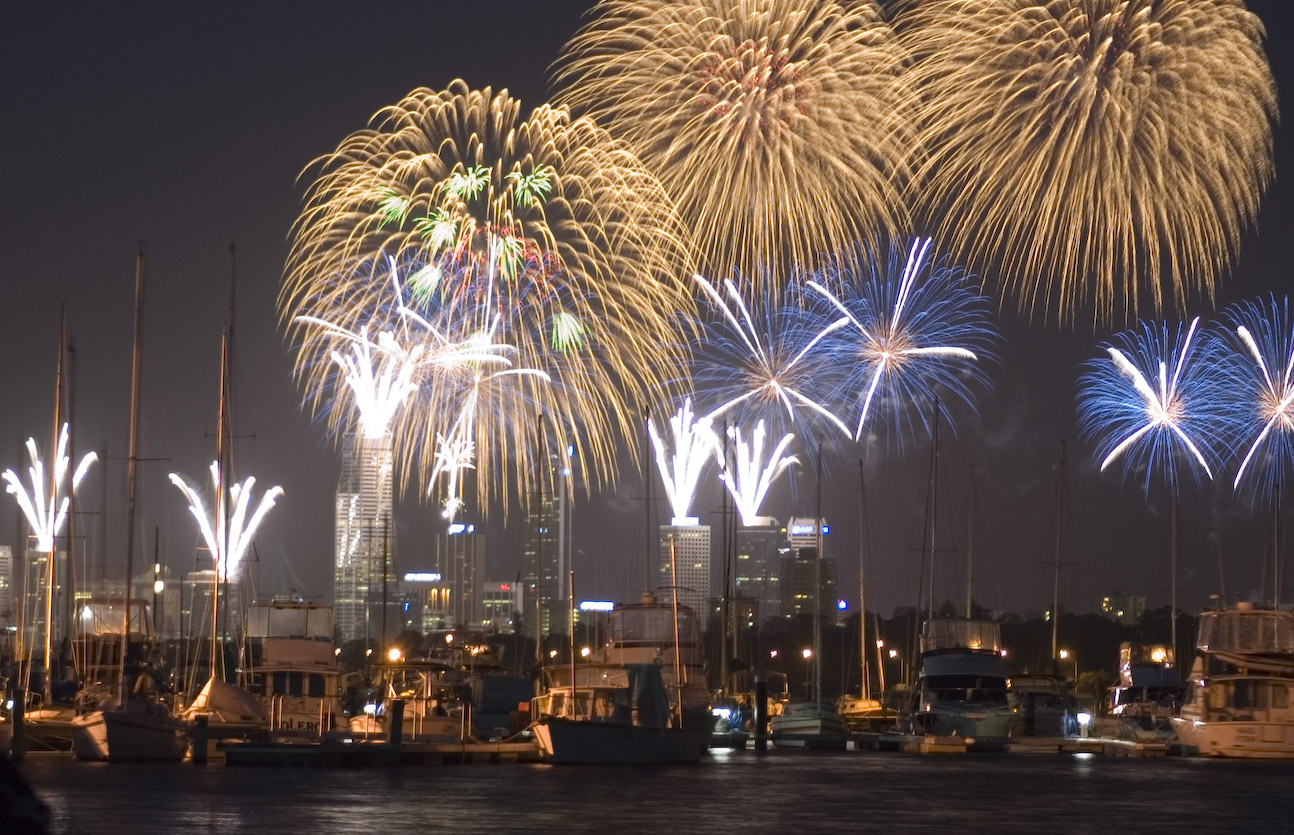
Фейерверк в честь Дня Австралии — национального праздника этой страны, отмечаемого 26 января.

Парад на Елисейских полях в Париже по случаю Национального праздника Франции 14 июля.

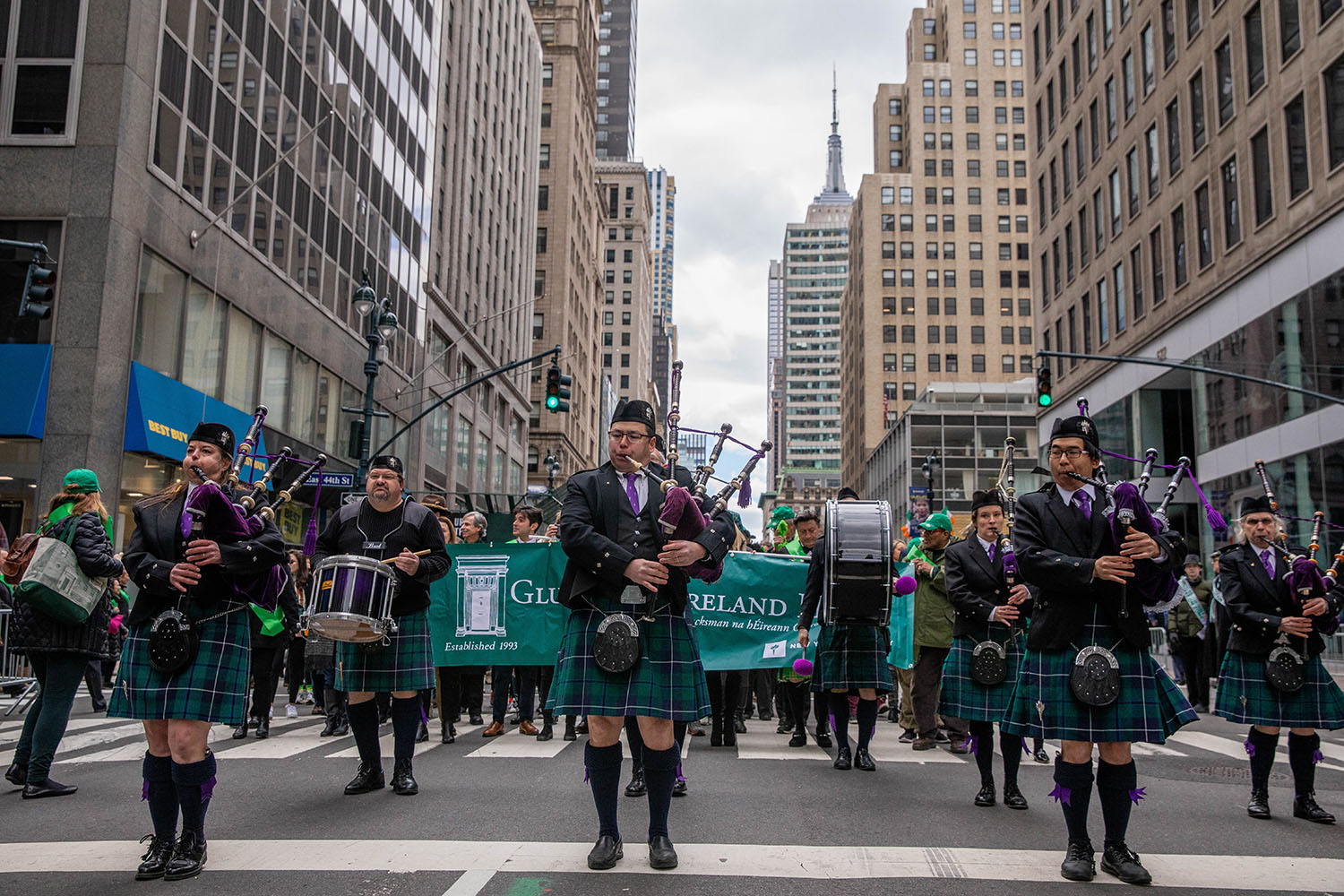
Шествие в честь ирландского национального праздника — Дня святого Патрика в Нью-Йорке, США.

Национа́льный пра́здник — ежегодно повторяемый официально установленный главный праздник национального государства, связанный с неким историческим событием, которому придаётся особое значение в истории и/или культуре народа.
К таким событиям относят обычно обретение независимости, воссоединение или принятие конституции.

## История
Старейшими объединительными днями в истории считаются ежегодные церемонии, которые начали появляться ещё в языческие времена — такие, как празднование прихода весны или день окончания сбора урожая. После принятия христианства европейскими народами их место в основном заняли религиозные праздники — такие, как Рождество или Пасха. Позднее, по мере строительства национальных государств, такие государства стали искать собственную идентичность в событиях прошлого, выбирая одно из них в качестве объединительного — обычно это день основания государства, день освобождения от иноземного владычества, день большой военной победы. Но иногда национальным праздником становится и значимое в общественном сознании поражение или — как день поражения в Битве на Косовом поле (1389 год) для сербов или потеря автономии в ходе Войны за испанское наследство в 1714 году для каталонцев.

## Особенности
Национальные праздники существуют с целью объединения и сплочения нации вокруг какого-то события, которое воспринимается как служащее такой цели. Вместе с тем, бывают ситуации, когда национальный праздник в какой-то стране относится к предшествовавшей эпохе или политическому строю, и событие, лёгшее в его основу, начинает восприниматься амбивалентно или даже негативно. Случаются также ситуации, когда при смене политического строя страны происходит отказ новых властей от празднования существовавшего при прежнем строе национального праздника — тогда участие в торжествах в этот день не поощряются властями, а иногда могут даже закончиться для празднующих тюремным заключением или иными репрессиями со стороны государства. В этом смысле, сто́ит говорить о различии национальных и государственных праздников.
Для того, чтобы некий праздник можно было воспринимать как национальный, необходимо одновременное соответствие его трём условиям:
1. Национальный праздник случается только один раз в году (за редчайшими исключениями).
2. Национальный праздник широко отмечается как на государственном, так и на частном уровне; существуют устоявшиеся традиции празднования.
3. Национальный праздник не является религиозным — даже если в его основе было некое событие религиозного характера, со временем он превратился в светское мероприятие, служащее целью объединения нации.

## Национальные праздники в некоторых государствах
В некоторых странах имеется ярко выраженный один национальный праздник — к таким странам относятся, например, США, где таким праздником является 4 июля День независимости, или Франция, где праздник 14 июля прямо называется «Национальным праздником» (хотя за пределами страны он более известен как День взятия Бастилии). Национальный праздник Ирландии — День святого Патрика 17 марта — перешагнул национальные границы и широко отмечается как в разбросанных по всему миру ирландских диаспорах, так и зачастую представителями других народов в тех странах, где имеется значительное количество ирландского населения, например в США и Австралии.
Обычно государство имеет один государственный национальный праздник, однако, например, Финляндия отмечает несколько национальных праздников, из которых один (День независимости Финляндии, отмечаемый 6 декабря) считается основным.
В СССР национальным праздником считался день 7 ноября, когда отмечалась годовщина Октябрьской революции 1917 года. После распада СССР образовавшиеся на его месте государства ввели собственные национальные праздники. В России была предпринята попытка придания статуса национального праздника дню 4 ноября, который был объявлен Днём народного единства, но эта попытка не удалась. Власти не предприняли попыток придания статуса национального праздника двум другим дням-кандидатам — Дню России (12 июня) и Дню конституции (12 декабря). Поэтому в современной России нет национального праздника в полном значении этого термина.